# Piptophyllum
Piptophyllum  (лат.) — монотипный род однодольных растений семейства Злаки (Poaceae), включающий вид Piptophyllum welwitschii (Rendle) C.E.Hubb.. Выделен британским ботаником Чарльзом Эдвардом Хаббардом в 1957 году.

## Распространение, описание
Единственный вид является эндемиком Анголы.
Гемикриптофиты. Многолетние растения с прямостоячим стеблем длиной 30—40 см. Листья нитевидные. Соцветие — одиночный колосок яйцевидной формы.